# スキマスイッチ 10th Anniversary Arena Tour 2013 “POPMAN'S WORLD”
『スキマスイッチ 10th Anniversary Arena Tour 2013 “POPMAN'S WORLD”』は、スキマスイッチのライブ・アルバム。

## 解説
- 初回生産限定盤・通常盤の2種同時発売。初回生産限定盤は、スリーブケース仕様で特典DVD付属。CDはBlu-spec CD2仕様である。
- 『スキマスイッチ TOUR 2012-2013“DOUBLES ALL JAPAN”』から約5か月ぶりのライブ・アルバム。
- 対象店舗で購入すると「スキマスイッチ直筆メッセージ入り特製アナザージャケット」を先着でプレゼントされた。
- 初回生産限定盤の特典は以下のとおり[1]。
  - 高品質CDBlu-spec CD採用
  - ボーナストラック「奏（かなで）」収録
  - バックステージに密着した貴重なドキュメント映像収録の特典DVD付

## バンドメンバー
- 大橋卓弥  –  Vocal, Guitar
- 常田真太郎  –  Piano, Rhodes, Chorus
- 村石雅行  –  Drums
- 種子田健  –  Bass
- 石成正人  –  Guitar, Chorus
- 浦清英  –  Keyboards
- 松本智也  –  Percussion, Chorus
- 本間将人  –  Sax, Chorus
- 田中充  –  Trumpet, Chorus

## 収録曲

### DISC-1
1. 10th -type P.W.-
2. ゴールデンタイムラバー
3. view
4. 螺旋
5. LとR
6. 夕凪
7. 藍
8. ボクノート
9. ふれて未来を
10. アカツキの詩
11. 晴ときどき曇
12. マリンスノウ
13. さいごのひ

### DISC-2
1. Hello Especially
2. SL9
3. ユリーカ
4. ガラナ
5. トラベラーズ・ハイ
6. 全力少年
7. スカーレット
8. 奏（かなで）
  - Bonus Track（初回生産限定盤のみ収録）

## 初回特典DVD収録内容
- さいたまスーパーアリーナ公演のバックステージに密着した、ドキュメント映像「SukimaSwitch 10th Anniversary Arena Tour 2013 POPMAN’S WORLD　Day_5」